# Narcotic Greed
Narcotic Greed ist eine japanische Thrash-Metal-Band aus der Präfektur Osaka, die im Jahr 1989 gegründet wurde. Die Band trat bereits mit anderen Bands wie Dying Fetus, Forbidden, Human Waste, Machine Head, Raging Fury und Voidd auf.

## Geschichte
Die Band wurde im Juni 1989 von Sänger und Gitarrist Hiroshi „Warzy“ Yamashita, Bassist Hiroshi „Asch“ Higashiguchi und Schlagzeuger Yusuke „K.K.HOLY“ Kikuno gegründet. Im Jahr 1991 veröffentlichten sie ihr erstes Demo namens Absurd War. Im Februar desselben Jahres stieß auch Sänger Ozzy zur Band, sodass Hiroshi nur noch den Posten des Gitarristen innehatte. Ozzy wurde bereits im Folgejahr durch Ryōji „Dan“ Azuma ersetzt. Im Jahr 1993 stießen mit dem Bassisten Mitsunori „Swan“ Suwa und Schlagzeuger Hiroki „Hunter“ Kawada zwei neue Mitglieder hinzu.
Die Band veröffentlichte im Jahr 1994 ihr Debütalbum namens Fatal über Lard Records. Im Jahr 1995 änderte sich die Besetzung erneut, sodass nun Bassist Tsutomu „Riki“ Yamagata und Schlagzeuger Kreator in der Band waren. Diese wurden im Jahr 2000 durch Bassist Bomber und Schlagzeuger Justice abgelöst. im Jahr 2001 veröffentlichte die Band ihr zweites Album Twice of Fate über World Chaos Production. Seit 2008 ist Suwa wieder am Bass zu hören, das Schlagzeug wird von Masayuki Higuchi gespielt.

## Stil
Die Band spielt klassischen Thrash Metal, wobei ihre Musik mit den Werken anderer Bands des Genres wie Forbidden oder Slayer verglichen wird.

## Diskografie
- 1991: Absurd War (Demo, Selbstverlag)
- 1992: Crisis of Ruin (Demo, Selbstverlag)
- 1994: Fatal (Album, Lard Records)
- 2001: Premium After Millenium (Demo, Selbstverlag)
- 2001: Twice of Fate (Album, World Chaos Production)